# Horatio Seymour (Politiker, 1778)

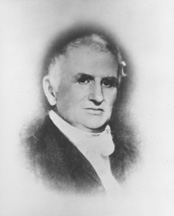
Horatio Seymour

Horatio Seymour (* 31. Mai 1778 in Litchfield, Connecticut; † 21. November 1857 in Middlebury, Vermont) war ein US-amerikanischer Politiker der Demokratisch-Republikanischen Partei, der National Republican Party sowie der United States Whig Party. Von 1821 bis 1833 saß er für den US-Bundesstaat Vermont im US-Senat.

## Leben
Seymour wurde in Litchfield in Connecticut geboren. Dort besuchte er die öffentlichen Schulen. 1797 schloss er ein Jura-Studium an der Yale University ab. Anschließend war er als Lehrer in Cheshire tätig. 1800 wurde er als Rechtsanwalt zugelassen. Er eröffnete eine eigene Kanzlei in Middlebury in Vermont. Zwischen 1800 und 1809 war er Postmeister von Middlebury. Anschließend war er bis 1814 Mitglied im State executive council. 
In den Jahren von 1810 bis 1813 und erneut von 1815 bis 1819 war er District Attorney im Addison County. 
1820 kandidierte Seymour als Kandidat der Demokratisch-Republikanischen Partei als US-Senator für Vermont. Nach der erfolgreichen Wahl vertrat er Vermont im Senat. Noch während seiner ersten Amtszeit wechselte er zur National Republican Party. 1826 wurde er wiedergewählt. 1832 kandidierte er nicht mehr. Stattdessen kandidierte er als Kandidat der United States Whig Party für das Amt des Gouverneurs von Vermont, jedoch erfolglos. Nach der erfolglosen Kandidatur widmete er sich wieder seiner Anwaltskanzlei. 
Von 1847 bis 1856 war er Richter am Probate Court. 
Seymour war mit Lucy Case verheiratet. Gemeinsam hatten beide drei Kinder. Zudem war Seymour Onkel von Origen S. Seymour sowie Großonkel von Edward Woodruff Seymour. Seymour starb 1857 in Middlebury. Er wurde dort auf dem West Cemetery beigesetzt.